# Canadian Soccer League 1987
La Canadian Soccer League 1987 è stata la prima edizione del nuovo campionato di calcio canadese.
La decisione di creare una lega professionistica di calcio, con base esclusivamente in Canada, fu sicuramente favorita da una serie di circostanze favorevoli: da un lato la nazionale aveva da poco centrato la sua prima qualificazione a un campionato mondiale di calcio, prendendo parte all'edizione messicana del 1986; dall'altro il fallimento della NASL nel 1984 aveva lasciato i club nordamericani senza un campionato di riferimento. I tempi sembrarono quindi maturi per la creazione del primo vero e proprio campionato canadese, «riportando i nostri giocatori a casa», secondo le parole del primo commissioner Dale Barnes. Molte delle iscritte alla prima edizione erano infatti squadre già esistenti, che avevano partecipato precedentemente ai campionati nordamericani: gli Edmonton Brickmen avevano giocato nel 1986 nella Western Soccer Alliance, mentre Vancouver 86ers e Toronto Blizzard erano reincarnazione delle vecchie franchigie della NASL.

## Formula
Diversamente dai campionati statunitensi, propensi a sperimentare formule di punteggio alternative, vennero utilizzate le regole standard della FIFA: erano assegnati due punti per ogni vittoria e uno ogni pareggio.
Per limitare le spese delle trasferte, le squadre vennero divise in due Division su base geografica: ogni squadra incontrava quattro volte gli avversari della propria Division (due in casa e due in trasferta), e due volte quelli dell'altra Division (una in casa e una in trasferta).
Tre squadre per ogni Division si qualificavano ai play-off, con la vincitrice di Division ammessa direttamente in semifinale.

## Partecipanti
| Club               | Città      | Provincia           | Division |
| ------------------ | ---------- | ------------------- | -------- |
| Calgary Kickers    | Calgary    | Alberta             | Western  |
| Edmonton Brickmen  | Edmonton   | Alberta             | Western  |
| Hamilton Steelers  | Hamilton   | Ontario             | Eastern  |
| North York Rockets | North York | Ontario             | Eastern  |
| Ottawa Intrepid    | Ottawa     | Ontario             | Eastern  |
| Toronto Blizzard   | Toronto    | Ontario             | Eastern  |
| Vancouver 86ers    | Vancouver  | Columbia Britannica | Western  |
| Winnipeg Fury      | Winnipeg   | Manitoba            | Western  |

## Classifiche regular season

### Eastern Division
|  | Pos. | Squadra            | Pt | G  | V  | N | P  | GF | GS |
|  | ---- | ------------------ | -- | -- | -- | - | -- | -- | -- |
|  | 1.   | Hamilton Steelers  | 26 | 20 | 10 | 6 | 4  | 32 | 22 |
|  | 2.   | Ottawa Intrepid    | 23 | 20 | 7  | 9 | 4  | 22 | 15 |
|  | 3.   | Toronto Blizzard   | 20 | 20 | 6  | 8 | 6  | 22 | 27 |
|  | 4.   | North York Rockets | 9  | 20 | 1  | 7 | 12 | 15 | 39 |

Legenda:

      Ammessa alle semifinali play-off
      Ammessa ai play-off

### Western Division
|  | Pos. | Squadra           | Pt | G  | V  | N | P  | GF | GS |
|  | ---- | ----------------- | -- | -- | -- | - | -- | -- | -- |
|  | 1.   | Calgary Kickers   | 27 | 20 | 11 | 5 | 4  | 32 | 22 |
|  | 2.   | Vancouver 86ers   | 21 | 20 | 9  | 3 | 8  | 37 | 27 |
|  | 3.   | Edmonton Brickmen | 20 | 20 | 7  | 6 | 7  | 27 | 24 |
|  | 4.   | Winnipeg Fury     | 14 | 20 | 5  | 4 | 11 | 25 | 36 |

Legenda:

      Ammessa alle semifinali play-off
      Ammessa ai play-off

## Risultati
|                    | CAL  | EDM  | HAM  | NYR  | OTT  | TOR  | VAN  | WPG  |  | CAL  | EDM  | HAM  | NYR  | OTT  | TOR  | VAN  | WPG  |
| ------------------ | ---- | ---- | ---- | ---- | ---- | ---- | ---- | ---- |  | ---- | ---- | ---- | ---- | ---- | ---- | ---- | ---- |
| Calgary Kickers    | –––– | 0-2  | 3-1  | 3-2  | 0-1  | 2-1  | 2-1  | 2-1  |  | –––– | 0-0  | –––– | –––– | –––– | –––– | 2-1  | 2-2  |
| Edmonton Brickmen  | 2-0  | –––– | 3-0  | 2-0  | 2-0  | 0-2  | 2-3  | 3-0  |  | 1-3  | –––– | –––– | –––– | –––– | –––– | 1-3  | 2-0  |
| Hamilton Steelers  | 0-0  | 3-0  | –––– | 1-1  | 1-1  | 2-1  | 3-2  | 2-0  |  | –––– | –––– | –––– | 2-1  | 0-2  | 2-2  | –––– | –––– |
| North York Rockets | 0-3  | 2-1  | 0-5  | –––– | 0-0  | 1-2  | 0-0  | 1-1  |  | –––– | –––– | 1-2  | –––– | 1-1  | 0-1  | –––– | –––– |
| Ottawa Intrepid    | 0-0  | 0-0  | 1-1  | 3-1  | –––– | 0-1  | 2-1  | 1-0  |  | –––– | –––– | 0-0  | 3-0  | –––– | 2-2  | –––– | –––– |
| Toronto Blizzard   | 1-1  | 1-1  | 0-3  | 1-1  | 0-3  | –––– | 1-1  | 1-0  |  | –––– | –––– | 0-1  | 3-3  | 0-0  | –––– | –––– | –––– |
| Vancouver 86ers    | 3-1  | 4-2  | 3-0  | 2-0  | 3-1  | 0-1  | –––– | 2-1  |  | 1-3  | 0-0  | –––– | –––– | –––– | –––– | –––– | 5-1  |
| Winnipeg Fury      | 1-3  | 1-1  | 1-3  | 3-0  | 2-1  | 4-1  | 1-0  | –––– |  | 1-2  | 2-2  | –––– | –––– | –––– | –––– | 3-2  | –––– |

## Play-off
|  | Primo turno       | Primo turno |  |  | Semifinali        | Semifinali |  |                 | Finale            | Finale |
|  |                   |             |  |  |                   |            |  |                 |                   |        |
|  |                   |             |  |  | Calgary Kickers   | 4          |  |                 |                   |        |
|  |                   |             |  |  | Calgary Kickers   | 4          |  |                 |                   |        |
|  |                   |             |  |  | Vancouver 86ers   | 3          |  |                 |                   |        |
|  | Vancouver 86ers   | 2           |  |  | Vancouver 86ers   | 3          |  |                 |                   |        |
|  | Vancouver 86ers   | 2           |  |  |                   |            |  |                 |                   |        |
|  | Edmonton Brickmen | 1           |  |  |                   |            |  |                 |                   |        |
|  | Edmonton Brickmen | 1           |  |  |                   |            |  | Calgary Kickers | 2                 |        |
|  |                   |             |  |  |                   |            |  | Calgary Kickers | 2                 |        |
|  |                   |             |  |  |                   |            |  |                 | Hamilton Steelers | 1      |
|  |                   |             |  |  |                   |            |  |                 | Hamilton Steelers | 1      |
|  |                   |             |  |  |                   |            |  |                 |                   |        |
|  |                   |             |  |  |                   |            |  |                 |                   |        |
|  |                   |             |  |  | Hamilton Steelers | 1          |  |                 |                   |        |
|  |                   |             |  |  | Hamilton Steelers | 1          |  |                 |                   |        |
|  |                   |             |  |  | Toronto Blizzard  | 0          |  |                 |                   |        |
|  | Ottawa Intrepid   | 1           |  |  | Toronto Blizzard  | 0          |  |                 |                   |        |
|  | Ottawa Intrepid   | 1           |  |  |                   |            |  |                 |                   |        |
|  | Toronto Blizzard  | 2           |  |  |                   |            |  |                 |                   |        |
|  | Toronto Blizzard  | 2           |  |  |                   |            |  |                 |                   |        |